# NGC 852
NGC 852 est une vaste galaxie spirale barrée située dans la constellation de l'Éridan. NGC 852 a été découverte par l'astronome britannique John Herschel en 1834.

## Caractéristiques
Sa vitesse par rapport au fond diffus cosmologique est de 6 312 ± 11 km/s, ce qui correspond à une distance de Hubble de 93,1 ± 6,5 Mpc (∼304 millions d'al).
À ce jour, huit mesures non basées sur le décalage vers le rouge (redshift) donnent une distance de 89,200 ± 12,260 Mpc (∼291 millions d'al), ce qui est à l'intérieur des valeurs de la distance de Hubble.
La classe de luminosité de NGC 852 est II-III et elle présente une large raie HI.